# Deutsche Mathematiker-Vereinigung
Die Deutsche Mathematiker-Vereinigung e. V. (DMV) vertritt die Belange von Mathematikern in Gesellschaft, Schule und Hochschule in Deutschland. Zu den Zielen des Fachverbands gehört die Unterstützung von Forschung, Lehre und Anwendungen der mathematischen Wissenschaft; der Verband will außerdem Mathematik einer breiten Öffentlichkeit nahe bringen. Die DMV bemüht sich auch um den internationalen Austausch von Mathematikern und vertritt die deutschen Mathematiker in der European Mathematical Society (EMS) und der International Mathematical Union (IMU). Die DMV hat derzeit rund 4.000 Mitglieder.
Sitz des eingetragenen Vereins ist Tübingen, die Geschäftsstelle befindet sich in Berlin. Präsident der DMV (Stand 2025) ist Jürg Kramer.

## Geschichte

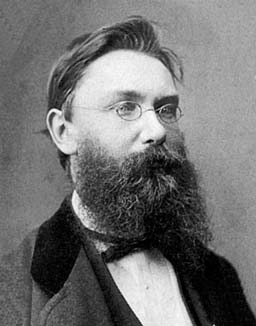
Alfred Clebsch, 1833–1872

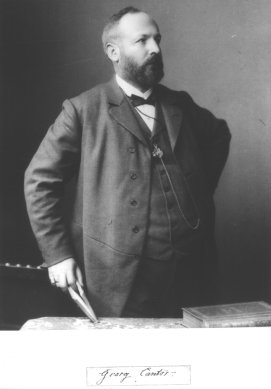
Georg Cantor, (1894)

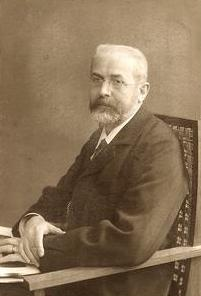
Ferdinand Georg Frobenius, (etwa 1900)

Die Anfänge der Deutschen Mathematiker-Vereinigung reichen in die 1860er Jahre zurück: 1867 plädierte der Mathematiker Alfred Clebsch für eine Abspaltung der Mathematiker von der Gesellschaft Deutscher Naturforscher und Ärzte (GdNÄ). Ein erster Anlauf zur Gründung einer Mathematiker-Vereinigung im Jahre 1873 in Göttingen verlief jedoch im Sande, unter anderem, weil Clebsch, der die treibende Kraft darstellte, ein Jahr zuvor verstorben war.
Den zweiten Anlauf zur Gründung betrieb Georg Cantor, unterstützt von Felix Klein, der aber im Hintergrund wirkte. Eine Vorbesprechung fand 1889 auf Anregung von Cantor auf der GdNÄ in Heidelberg statt (beteiligt waren 15 Mathematiker, darunter Walther von Dyck, Aurel Voss, Alfred Pringsheim) und Cantor versandte einen Gründungsaufruf an die deutschen Hochschulmathematiker. Es gab aber Vorbehalte (unter anderem zögerten viele, sich von dem attraktiven Vortragsprogramm der GdNÄ zu trennen) und in der Vorphase der Gründung waren die Beteiligten teilweise nahe daran aufzugeben. Sie erreichten aber, dass die Deutsche Mathematiker-Vereinigung 1890 in Bremen, wo sich in diesem Jahr die GdNÄ traf, gegründet wurde mit Cantor als erstem Vorsitzenden; erster Schriftführer war Felix Kleins Schüler Walther von Dyck, den Klein wegen seines organisatorischen Talents schätzte. Unter den insgesamt 31 Gründungsmitgliedern finden sich neben Cantor, Klein und van Dyck auch David Hilbert, Hermann Minkowski, Carl Runge, Paul Gordan, Adolph Mayer, Emil Lampe, Carl Schilling, Rudolf Sturm, Hermann Schubert und Heinrich Weber. Die Vorbereitung war von der Gegnerschaft der Schule von Felix Klein und den Berliner Mathematikern (angeführt von Karl Weierstraß, Ernst Eduard Kummer und Leopold Kronecker) geprägt. Von den Professoren der bedeutenden Berliner Universität war nur Reinhold Hoppe gekommen (Weierstraß war krank, Kronecker und andere auf Urlaub im Süden), was Befürchtungen von Klein über die Dominanz der Berliner Mathematiker zerstreute. Aber auch von den Ordinarien für Mathematik an deutschen Universitäten waren trotz Kleins und Cantors Bemühungen nur relativ wenige gekommen: von 20 Universitäten waren nur 5 durch Ordinarien vertreten, im Gegensatz dazu waren fast alle Technischen Hochschulen vertreten.
Die erste reguläre Jahrestagung der DMV fand 1891 zusammen mit der Tagung der GDNÄ in Halle statt. Hier wurden vorbereitende Statuten und die Geschäftsordnung beschlossen. Die DMV hatte 1891 schon über 200 Mitglieder (darunter auch die Berliner Mathematiker Weierstraß, Kronecker, der in Halle 1891 in den Vorstand gewählt wurde, Ferdinand Georg Frobenius, Lazarus Fuchs). Noch bis 1931 tagten GDNÄ und DMV zusammen. Schon in den ersten Jahren wurde eingeführt, dass Teilnehmer der Jahrestagung über aktuelle Forschungsgebiete zu berichten hatten, was die Anerkennung neuer Entwicklungen förderte. Die Vereinigung gewann schnell international an Renommee; im Jahre 1902 kam über ein Drittel (215) aller Mitglieder (583) nicht aus Deutschland. Einziges weibliches Mitglied war damals Charlotte Angas Scott.
Mit dem Erstarken der angewandten Mathematik – befördert unter anderem durch Felix Klein, der schon Ende der 1880er Jahre eine stärkere Verknüpfung von Ingenieurwissenschaften und dem humanistischen Bildungsideal verpflichteten Universitäten gefordert hatte – entstand im Verein Deutscher Ingenieure und der DMV der Wunsch nach einer eigenen Vertretung der angewandten Mathematik. Das führte 1922 zur Gründung der Gesellschaft für Angewandte Mathematik und Mechanik (GAMM). In der Folge konzentrierte sich die DMV noch stärker auf die universitäre Mathematik.
In der Zeit des Nationalsozialismus gingen die Studentenzahlen allgemein zurück. Besonders stark fiel der Rückgang in der Mathematik aus: Die Zahlen fielen von 4245 im Sommer 1932 auf 306 im Sommer 1939. Gründe waren unter anderem geburtenschwache Jahrgänge, Einführung oder Ausdehnung von Arbeits- und Wehrdienst sowie die Einrichtung außeruniversitärer Recheninstitute. Die gleichzeitig an Universitäten durchgeführten Entlassungen aus rassistischen oder politischen Gründen führten dazu, dass zwischen 1933 und 1937 rund 30 Prozent der Dozenten wegfielen. Zahlenmäßig verbesserte sich daher sogar die Betreuung der Studenten, allerdings verschlechterte sich durch den Wegfall der meisten führenden Köpfe, darunter Richard von Mises, Emil Artin, Emmy Noether oder Edmund Landau, die Qualität von Forschung und Lehre beträchtlich.
Auch die DMV, bis 1933 von den politischen Veränderungen unbeeindruckt, war von den Entlassungen betroffen. Im selben Jahr fasste der Ausschuss – das Führungsgremium der DMV, das Vorstand und Vorsitzenden zu wählen hatte – am Rande der DMV-Tagung einen Beschluss, demzufolge Mitglieder des Ausschusses arischer Abstammung und zudem bereit sein mussten, im Sinne des „nationalen Staates“ zu arbeiten. Der DMV-Vorstand bestand zu dieser Zeit aus Helmut Hasse, Otto Blumenthal und Ludwig Bieberbach.
1934 kam es zu heftigen Auseinandersetzungen innerhalb der DMV. Auslöser war, dass Bieberbach mehrfach fachliche Kritik an Kollegen mit rassistischen Argumenten verband. Daraufhin griff ihn Harald Bohr in einem öffentlichen Zeitungsartikel an. Bieberbach veröffentlichte nun – ohne Zustimmung der Mitherausgeber Knopp und Hasse – in der Vereinspublikation „DMV-Mitteilungen“ einen offenen Brief gegen Bohr.
Die Mitgliederversammlung 1934 stellte sich hinter Bieberbach. Weitere Auseinandersetzungen über die Einführung eines „Führerprinzips“ in der DMV und die Veröffentlichung von Satzungsänderungen führten 1935 zur Isolierung Bieberbachs und zu einer personellen Neubesetzung des Vorstandes durch Georg Hamel, Emanuel Sperner, Hasse und Knopp. In der Folge der Auseinandersetzungen verließen viele angesehene Mitglieder die DMV, unter ihnen Bohr, Hermann Weyl, der 1932 Vorsitzender gewesen war, und Richard Courant.
Der Ausschluss jüdischer Mitglieder aus der DMV verlief schrittweise. 1935 wurden jene, die über zwei Jahre ihren Mitgliedsbeitrag nicht gezahlt hatten, ausgeschlossen. Ab 1938 erschienen in den DMV-Mitteilungen keine Mitteilungen mehr über den Verbleib jüdischer Mitglieder, und noch vor einem entsprechenden Erlass des Wissenschaftsministeriums 1938 wurden zahlreiche jüdische Mitglieder ausgeschlossen, unter anderem Blumenthal, Schur und Max Dehn.
Nach dem Zweiten Weltkrieg initiierte Erich Kamke eine Neugründung der DMV, nachdem er mit seiner Forderung, ehemalige Parteimitglieder dürften keine Ämter mehr in der DMV wahrnehmen, die sich insbesondere gegen das NSDAP-Mitglied und den langjährigen Vorsitzenden Wilhelm Süss richtete, gescheitert war. Die Neugründung de jure fand im September 1946 in der französisch besetzten Zone statt; Süss kümmerte sich um den Aufbau des Mathematischen Forschungsinstitutes in Oberwolfach, das bereits 1944 als Reichsinstitut für Mathematik angelegt worden war.

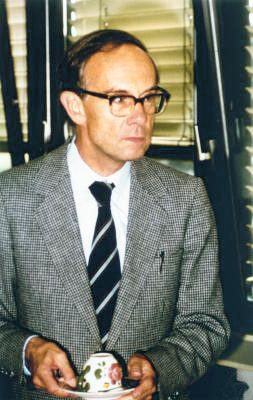
Friedrich Hirzebruch bei der DMV-Jahrestagung 1980 in Dortmund

1961 vollzog sich eine Abspaltung der DMV-Mitglieder aus der DDR: 1962 wurde die Mathematische Gesellschaft der Deutschen Demokratischen Republik gegründet. Im selben Jahr begann Friedrich Hirzebruch, damaliger Vorsitzender der DMV, mit der Planung des ersten mathematischen Sonderforschungsbereichs (SFB 40 „Theoretische Mathematik“), der 1969 in Bonn eingerichtet wurde und aus dem 1981 das Max-Planck-Institut für Mathematik hervorging.
1990 wurden die Mathematische Gesellschaft der DDR und die DMV wieder vereinigt.
Ab 1960 veranstaltete die DMV ihre Jahrestagung auch zusammen mit anderen Fachverbänden: Alle vier Jahre zusammen mit der ÖMG, unregelmäßig auch mit der GAMM und der Gesellschaft für Didaktik der Mathematik (GDM). Ein einschneidendes Ereignis war die gleichzeitige Ausrichtung des Internationalen Mathematikerkongresses (ICM) im Jahre 1998 in Berlin, was der DMV erstmals auch ein größeres Medienecho einbrachte.
2008 führte die DMV zusammen mit anderen Partnern unter dem damaligen Präsidenten Günter M. Ziegler das Jahr der Mathematik durch.

## Aktivitäten
Einmal im Jahr findet die DMV-Jahrestagung statt – mit Hauptvorträgen zu mathematischen Themen, Minisymposien und der Emmy-Noether-Vorlesung. Zweimal im Jahr wird auf der Gauß-Vorlesung an wechselnden Universitätsstandorten ein aktuelles Forschungsthema aus der Mathematik aufgegriffen. Alle zwei Jahre vergibt die DMV den Journalistenpreis der DMV und den Medienpreis der DMV. Seit 1990 verleiht die DMV maximal alle zwei Jahre in Erinnerung an ihren ersten Präsidenten Georg Cantor die Georg-Cantor-Medaille für bedeutende Verdienste um die Mathematik.
2008 war der Verein Mitveranstalter des Jahres der Mathematik. Seitdem kann an jeder Schule, an der es einen Leistungskurs Mathematik gibt, mindestens eine Schülerin und/oder ein Schüler für die Bestleistung in Mathematik mit dem DMV-Abiturpreis ausgezeichnet werden. Seit 2009 richtet die DMV den „Mathemonat Mai“ aus, in dem bundesweit Projekte veranstaltet werden, die Mathematik bei Schülerinnen und Schülern oder in der breiten Öffentlichkeit populär machen. Für Schulkontakte, Presse- und Öffentlichkeitsarbeit unterhält die DMV ein Netzwerkbüro Schule-Hochschule und ein Medienbüro Mathematik in Berlin. Personen, die sich auch außerberuflich für Mathematik einsetzen, können sich bei der DMV als Mathemacher registrieren. Außergewöhnlich engagierte Menschen zeichnet die DMV als „Mathemacher des Monats aus“. Mathemacher sind auch MINT-Botschafter der Initiative „MINT Zukunft schaffen“.
An ein größeres Publikum wendet sich die seit 2002 jährlich organisierte Gauß-Vorlesung der DMV.

## Publikationen

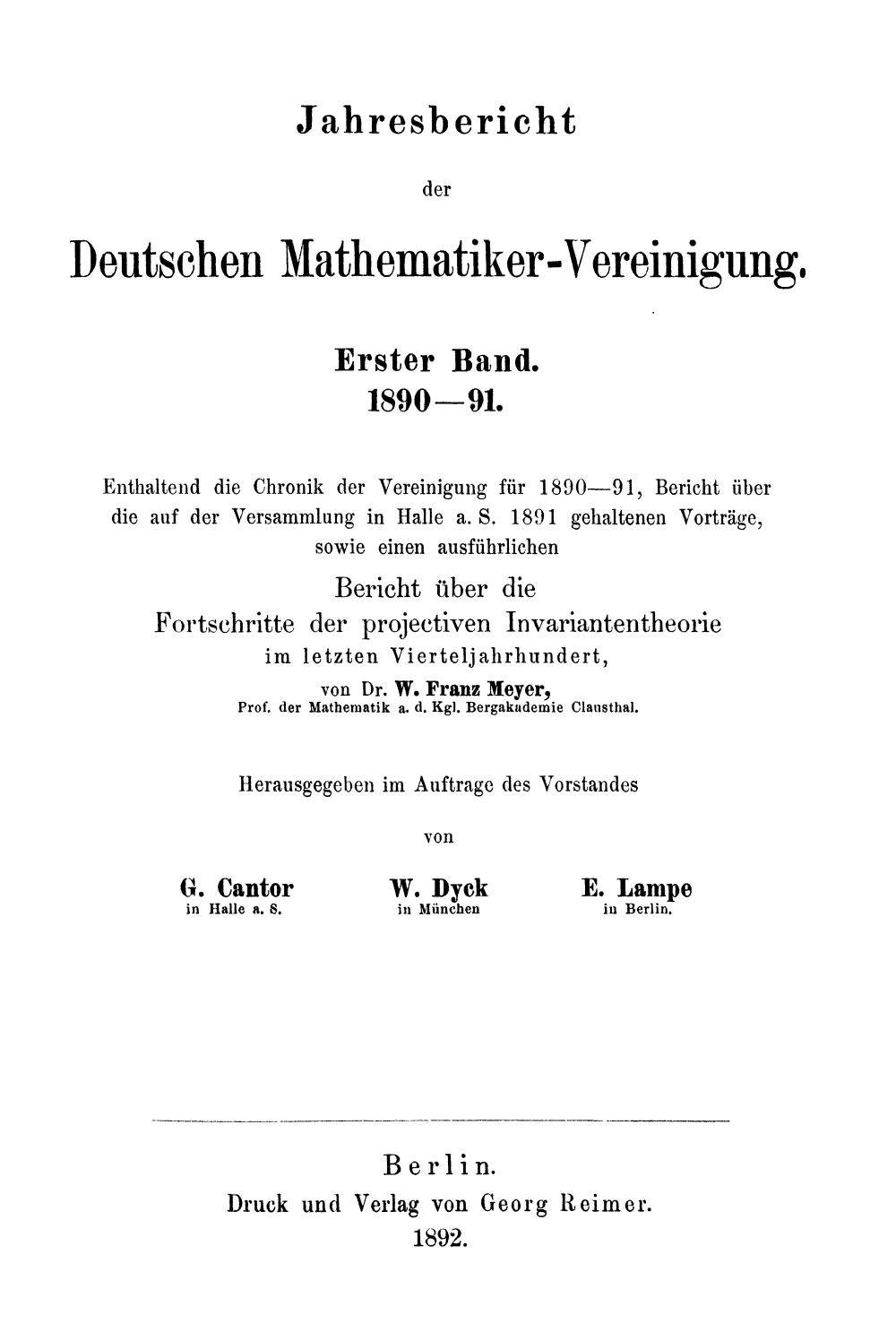
Jahresbericht 1896

Das Verbandsorgan heißt Mitteilungen der Deutschen Mathematiker-Vereinigung. In dieser Publikation, die alle Mitglieder vierteljährlich erhalten, erscheinen Beiträge zu aktuellen mathematischen Themen, Artikel und Interviews zu Studium und Beruf sowie Buchbesprechungen populärwissenschaftlicher Veröffentlichungen. Außerdem enthalten sind Rubriken zu neuen Mitgliedern, Todesfällen, Promotionen, Habilitationen, Berufungen, Ernennungen, Ehrungen und Preisen.
Über Fachkreise hinaus bekannt geworden sind die Mitteilungen dadurch, dass sie Jamiri, einen der bekanntesten deutschen Comiczeichner, als Hauszeichner gewinnen konnten.
Weiter gibt der Verein als wissenschaftliche Zeitschrift den Jahresbericht der Deutschen Mathematiker-Vereinigung heraus und ab 1996 die Documenta Mathematica.
Darüber hinaus betreibt die DMV die Webseite www.mathematik.de, auf der Wissenswertes über Mathematik zusammengetragen wird. Allgemeinverständlich formulierte Informationen zur Mathematik und zur aktuellen Forschung sind ebenso Bestandteil wie Informationen für Schüler oder Rezensionen zu diversen mathematischen Publikationen. Dazu gehören die Kurzbiographien, eine frei zugängliche Datenbank im Internet, die biografische Informationen zu in Mathematik promovierten Personen bietet.

## Ehrenmitglieder
Zu Ehrenmitgliedern wurden bisher ernannt (Stand 2019):
- Felix Klein (1924)
- Alexander von Brill (1927)
- David Hilbert (1942)
- Lothar Heffter (1952)
- Otto Haupt (1987)
- Leopold Vietoris (1990)
- Friedrich Hirzebruch (1992)
- Herbert Seifert (1992)
- Martin Barner (1993)
- Henri Cartan (1994)
- Karl Peter Grotemeyer (1996)
- Martin Grötschel (1998)
- Hans Grauert (2008)
- Jean-Pierre Bourguignon (2017)
- Winfried Scharlau (2018)

## Vorsitzende und Präsidenten
Seit einer Satzungsänderung 1995 stehen Präsidenten statt Vorsitzende an der Spitze der DMV.
- 1890–1893: Georg Cantor
- 1894: Paul Gordan
- 1895, 1904: Heinrich Weber
- 1896, 1907: Alexander von Brill
- 1897, 1903 und 1908: Felix Klein
- 1898: Aurel Voss
- 1899: Max Noether
- 1900: David Hilbert
- 1901, 1912: Walther von Dyck
- 1902: Wilhelm Franz Meyer
- 1905: Paul Stäckel
- 1906: Alfred Pringsheim
- 1909: Martin Krause, Dresden
- 1910: Friedrich Engel
- 1911: Friedrich Schur
- 1913: Karl Rohn
- 1914: Carl Runge
- 1915: Sebastian Finsterwalder
- 1916: Ludwig Kiepert
- 1917: Kurt Hensel
- 1918: Otto Hölder
- 1919: Hans von Mangoldt
- 1920: Robert Fricke
- 1921: Edmund Landau
- 1922: Arthur Schoenflies
- 1923: Erich Hecke
- 1924: Otto Blumenthal
- 1925: Heinrich Tietze
- 1926: Hans Hahn
- 1927: Friedrich Schilling, Danzig
- 1928: Erhard Schmidt (siehe auch 1936)
- 1929: Adolf Kneser
- 1930: Rudolf Rothe, Berlin
- 1931: Ernst Sigismund Fischer
- 1932: Hermann Weyl
- 1933: Richard Baldus
- 1934: Oskar Perron
- 1935: Georg Hamel
- 1936: Erhard Schmidt (siehe auch 1928)
- 1937: Walther Lietzmann
- 1938–1945: Wilhelm Süss
- 1946: Kurt Reidemeister
- 1948–1952: Erich Kamke
- 1953, 1955: Georg Nöbeling
- 1954: Hellmuth Kneser
- 1956: Karl Heinrich Weise
- 1957: Emanuel Sperner
- 1958: Gottfried Köthe
- 1959: Willi Rinow
- 1960: Wilhelm Maak
- 1961: Ott-Heinrich Keller
- 1962: Friedrich Hirzebruch
- 1963: Wolfgang Haack
- 1964–1965: Heinrich Behnke
- 1966: Karl Stein
- 1967: Wolfgang Franz
- 1968–1977: Martin Barner
- 1977: Heinz Bauer
- 1978, 1979: Hermann Witting
- 1980–1981: Gerd Fischer
- 1982–1983: Helmut Werner, Bonn
- 1984–1985: Albrecht Dold
- 1986–1987: Wolfgang Schwarz
- 1988–1989: Willi Törnig
- 1990: Friedrich Hirzebruch
- 1991–1992: Winfried Scharlau
- 1993–1994: Martin Grötschel
- 1995–1997: Ina Kersten
- 1998–1999: Karl-Heinz Hoffmann
- 2000–2001: Gernot Stroth
- 2002–2003: Peter Gritzmann
- 2004–2005: Günther Wildenhain
- 2006–2008: Günter M. Ziegler
- 2009–2010: Wolfgang Lück
- 2011–2012: Christian Bär
- 2013–2014: Jürg Kramer
- 2015–2016: Volker Bach
- 2017–2018: Michael Röckner
- 2019–2020: Friedrich Götze
- 2021–2022: Ilka Agricola
- 2023–2024: Joachim Escher
- 2025–2026: Jürg Kramer